# Copa do Mundo de ciclismo em pista
A Copa do Mundo de ciclismo em pista é uma competição organizada pela União Ciclista Internacional (UCI) que reúne várias séries que se desenvolvem entre os meses de outubro e de fevereiro (que segue as edições). A cada reunião do lugar das competições em várias disciplina do ciclismo em pista, dando pontos aos vencedores e aos seguintes corredores. À saída das séries, as classificações realizadas em cada disciplina permitem designar os vencedores da copa do mundo. formada por diferentes acontecimentos onde se disputam várias provas de ciclismo em pista.
Em 2021, a competição mudará de nome para resultar a Copa das nações de ciclismo em pista UCI e passará  a três séries.

## História
A copa do mundo de ciclismo em pista tem sido criado pela UCI para enfrentar o declive de popularidade do ciclismo em pista e à redução do número de disciplinas presentes nos Jogos Olímpicos.
Um maillot de líder da copa do mundo está atribuído ao primeiro corredor da classificação geral de cada disciplina.
Em 2020-2021, a prova é afamada Copa das nações de ciclismo em pista UCI. O número de séries passa de seis a três, para assegurar-se que os melhores pistards sejam presentes na todos os acontecimentos. A competição desenvolve-se entre abril e setembro, e disputa-se unicamente por equipas nacionais.

## Regulamento
Até 2012-2013, à saída da cada uma das provas da cada competição, os pontos estão atribuídos aos dez primeiros corredores, com o barómetro que segue :
| Posição | 1.º | 2.º | 3.º | 4.º | 5.º | 6.º | 7.º | 8.º | 9.º | 10.º |
| Pontos  | 12  | 10  | 8   | 7   | 6   | 5   | 4   | 3   | 2   | 1    |

Desde 2013-2014, o barómetro tem evoluído. O número de pontos atribuídos depende do tipo da prova (individual, carreira à americana, perseguição por equipas ou velocidade por equipas).
À saída de cada competição, os corredores ex-æquo à classificação geral tem a clasificação separada pelo maior número de primeiros lugares, após segundos lugares e assim sucessivamente. Se continuam ainda ex-æquo, é a sua melhor classificação na prova mais recente que os separa.
O total dos pontos obtidos por cada nação ou equipa em cada uma das competições permite estabelecer, ao termo da última manga do calendário, a classificação geral final por nação.

## Provas
| Homens - Quilómetro contrarrelógio - Velocidade individual - Perseguição individual (4 km) - Perseguição por equipas (4 km) - Keirin - Velocidade por equipas - Corrida por pontos (30 km) - Madison (40 km) - Scratch (15 km) - Omnium | Mulheres - 500 metros contrarrelógio - Velocidade individual - Perseguição individual (3 km) - Perseguição por equipas (3 km) - Keirin - Velocidade por equipas - Corrida por pontos (20 km) - Scratch (10 km) - Omnium |

## Palmarés

### Por países
| Ano       | Ganhador       | Segundo       | Terceiro       |
| --------- | -------------- | ------------- | -------------- |
| 1993      | França         |               |                |
| 1994      | Alemanha       |               |                |
| 1995      | França         |               |                |
| 1996      | França         |               |                |
| 1997      | França         | Austrália     | Itália         |
| 1998      | Alemanha       | França        | Estados Unidos |
| 1999      | França         | Alemanha      | Estados Unidos |
| 2000      | França         | Itália        | Alemanha       |
| 2001      | Alemanha       | França        | Estados Unidos |
| 2002      | Estados Unidos | Alemanha      | Austrália      |
| 2003      | Alemanha       | Austrália     | França         |
| 2004      | Alemanha       | França        | Austrália      |
| 2004-2005 | Países Baixos  | Rússia        | Reino Unido    |
| 2005-2006 | Países Baixos  | Rússia        | Alemanha       |
| 2006-2007 | Países Baixos  | Alemanha      | Reino Unido    |
| 2007-2008 | Países Baixos  | França        | Rússia         |
| 2008-2009 | Alemanha       | Países Baixos | Reino Unido    |
| 2009-2010 | Alemanha       | Austrália     | Países Baixos  |
| 2010-2011 | França         | Reino Unido   | Austrália      |
| 2011-2012 | Alemanha       | França        | Austrália      |
| 2012-2013 | Alemanha       | Reino Unido   | França         |
| 2013-2014 | Reino Unido    | Austrália     | Rússia         |
| 2014-2015 | Alemanha       | Reino Unido   | Austrália      |
| 2015-2016 | Reino Unido    | Alemanha      | China          |
| 2016-2017 | França         | Rússia        | Polónia        |
| 2017-2018 | Alemanha       | França        | Itália         |
| 2018-2019 | Austrália      | Reino Unido   | Alemanha       |
| 2019-2020 | Polónia        | França        | Itália         |

### Masculino

#### Quilómetro contrarrelógio
| Edição    | Ouro                 | Prata               | Bronze               |
| --------- | -------------------- | ------------------- | -------------------- |
| 1999      | Sören Lausberg       | Grzegorz Krejner    | Jason Queally        |
| 2000      | Arnaud Dublé         | Grzegorz Krejner    | Teun Mulder          |
| 2001      | Mark Renshaw         | Stefan Nimke        | Hervé Thuet          |
| 2002      | Wilson Meneses       | Ahmed López         | Jamie Staff          |
| 2003      | Stefan Nimke         | Ahmed López         | Shane Kelly          |
| 2004      | Theo Bos             | Ahmed López         | Stefan Nimke         |
| 2004-2005 | Ben Kersten          | Jason Queally       | Tim Veldt            |
| 2005-2006 | Tim Veldt            | Shane Kelly         | Tomasz Schmidt       |
| 2006-2007 | Chris Hoy            | François Pervis     | Tim Veldt            |
| 2007-2008 | Yevgen Bolirukh      | Hao Li Wen          | François Pervis      |
| 2008-2009 | Yevgen Bolirukh      | Hao Li Wen          | Kamil Kuczynski      |
| 2009-2010 | Chongyang Wang       | Scott Sunderland    | David Daniell        |
| 2010-2011 | François Pervis      | Hugo Haak           | Simon van Velthooven |
| 2011-2012 | Simon van Velthooven | Stefan Nimke        | François Pervis      |
| 2012-2013 | Fabián Puerta        | Kian Emadi          | Quentin Lafargue     |
| 2013-2014 | Krzysztof Maksel     | Hugo Haak           | Simon van Velthooven |
| 2016-2017 | Krzysztof Maksel     | Maximilian Dörnbach | Tomáš Bábek          |
| 2017-2018 | Matthew Glaetzer     | Eric Engler         | Callum Skinner       |
| 2018-2019 | Joachim Eilers       | Quentin Lafargue    | Theo Bos             |

#### Keirin
| Edição    | Ouro              | Prata                 | Bronze                  |
| --------- | ----------------- | --------------------- | ----------------------- |
| 1999      | Roberto Chiappa   | Martin Nothstein      | Jan van Eijden          |
| 2000      | Roberto Chiappa   | Ainārs Ķiksis         | Mickaël Bourgain        |
| 2001      | Pavel Buráň       | Josiah Ng             | Martin Nothstein        |
| 2002      | Pavel Buráň       | Josiah Ng             | Jeffrey Labauve         |
| 2003      | Josiah Ng         | José Antonio Escuredo | Ryan Bayley             |
| 2004      | Jobie Dajka       | Mickaël Bourgain      | Josiah Ng               |
| 2004-2005 | Andriy Vynokourov | Sergey Ruban          | José Antonio Villanueva |
| 2005-2006 | Josiah Ng         | Andriy Vynokourov     | José Antonio Villanueva |
| 2006-2007 | Shane Perkins     | Ross Edgar            | Andriy Vynokourov       |
| 2007-2008 | Chris Hoy         | Arnaud Tournant       | Roberto Chiappa         |
| 2008-2009 | Azizulhasni Awang | Andriy Vynokourov     | François Pervis         |
| 2009-2010 | Azizulhasni Awang | Maximilian Levy       | Jason Niblett           |
| 2010-2011 | Azizulhasni Awang | Chris Hoy             | Simon van Velthooven    |
| 2011-2012 | Chris Hoy         | François Pervis       | Maximilian Levy         |
| 2012-2013 | Matthijs Büchli   | Stefan Bötticher      | Fabián Puerta           |
| 2013-2014 | Matthijs Büchli   | Tobias Wächter        | Lewis Alexander Oliva   |
| 2014-2015 | Fabián Puerta     | Christos Volikakis    | Matthew Baranoski       |
| 2015-2016 | Joachim Eilers    | Yuta Wakimoto         | Matthew Baranoski       |
| 2016-2017 | Tomáš Bábek       | Vasilijus Lendel      | Andriy Vynokurov        |
| 2017-2018 | Andriy Vynokurov  | Matthijs Büchli       | Lewis Oliva             |
| 2018-2019 | Matthijs Büchli   | Hugo Barrette         | Theo Bos                |
| 2019-2020 | Jai Angsuthasawit | Denis Dmitriev        | Kevin Quintero          |

#### Velocidade individual
| Edição    | Ouro             | Prata               | Bronze             |
| --------- | ---------------- | ------------------- | ------------------ |
| 1999      | Jan van Eijden   | Roberto Chiappa     | Laurent Gané       |
| 2000      | Mickaël Bourgain | Matthias John       | Viesturs Berzins   |
| 2001      | Roberto Chiappa  | Laurent Gané        | Mickaël Bourgain   |
| 2002      | René Wolff       | Jeffrey Labauve     | Sean Eadie         |
| 2003      | Mark French      | Jaroslav Jerabek    | Pavel Buráň        |
| 2004      | Damian Zieliński | René Wolff          | Laurent Gané       |
| 2004-2005 | Mickaël Bourgain | Grégory Baugé       | Arnaud Tournant    |
| 2005-2006 | Grégory Baugé    | Teun Mulder         | Mickaël Bourgain   |
| 2006-2007 | Craig MacLean    | Ross Edgar          | Grégory Baugé      |
| 2007-2008 | Kévin Sireau     | Mickaël Bourgain    | Chris Hoy          |
| 2008-2009 | Shane Perkins    | Grégory Baugé       | Michaël D'Almeida  |
| 2009-2010 | Kévin Sireau     | Shane Perkins       | Matthew Crampton   |
| 2010-2011 | Kévin Sireau     | Tsubasa Kitatsuru   | Jason Kenny        |
| 2011-2012 | Chris Hoy        | Maximilian Levy     | Denis Dmitriev     |
| 2012-2013 | Denis Dmitriev   | Juan Peralta Gascon | Stefan Bötticher   |
| 2013-2014 | Edward Dawkins   | Matthew Glaetzer    | Njisane Phillip    |
| 2014-2015 | Fabián Puerta    | Jeffrey Hoogland    | Hersony Canelón    |
| 2015-2016 | Damian Zieliński | Matthew Glaetzer    | Max Niederlag      |
| 2016-2017 | Andriy Vynokurov | Kamil Kuczyński     | Pavel Yakushevskiy |
| 2017-2018 | Mateusz Rudyk    | Andriy Vynokurov    | Lewis Oliva        |
| 2018-2019 | Matthew Glaetzer | Mateusz Rudyk       | Jeffrey Hoogland   |
| 2019-2020 | Mateusz Rudyk    | Harrie Lavreysen    | Jeffrey Hoogland   |

#### Velocidade por equipas
| Edição    | Ouro           | Prata             | Bronze        |
| --------- | -------------- | ----------------- | ------------- |
| 1999      | Reino Unido    | Espanha           | Polónia       |
| 2000      | França         | Espanha           | Japão         |
| 2001      | Alemanha       | França            | Japão         |
| 2002      | Reino Unido    | França            | Japão         |
| 2003      | Japão          | Alemanha          | França        |
| 2004      | Reino Unido    | Alemanha          | França        |
| 2004-2005 | França         | Japão             | Alemanha      |
| 2005-2006 | Polónia        | Alemanha          | Países Baixos |
| 2006-2007 | Reino Unido    | Alemanha          | França        |
| 2007-2008 | França         | França Cofidis    | Países Baixos |
| 2008-2009 | França Cofidis | Alemanha          | Team Sky + HD |
| 2009-2010 | Alemanha       | Team Jayco        | Cofidis       |
| 2010-2011 | França         | Reino Unido       | Nova Zelândia |
| 2011-2012 | Alemanha       | Moscow Track Team | França        |
| 2012-2013 | Alemanha       | França            | Nova Zelândia |
| 2013-2014 | Alemanha       | Reino Unido       | Países Baixos |
| 2014-2015 | França         | Países Baixos     | Reino Unido   |
| 2015-2016 | Reino Unido    | Alemanha          | Polónia       |
| 2016-2017 | Alemanha       | França            | Polónia       |
| 2017-2018 | França         | Alemanha          | Rússia        |
| 2018-2019 | Países Baixos  | Polónia           | França        |
| 2019-2020 | Polónia        | Rússia            | França        |

#### Perseguição individual
| Edição    | Ouro                | Prata                | Bronze                 |
| --------- | ------------------- | -------------------- | ---------------------- |
| 1999      | Luke Roberts        | Mauro Trentini       | Franco Marvulli        |
| 2000      | Robert Karsnicki    | Ondřej Sosenka       | Gary Anderson          |
| 2001      | Damien Pommereau    | Sergi Escobar        | Alexei Markov          |
| 2002      | Tomas Vaitkus       | Jeffrey Labauve      | Michael Tillman        |
| 2003      | Hayden Godfrey      | Sergi Escobar        | Luke Roberts           |
| 2004      | Sergi Escobar       | Paul Manning         | Volodymyr Dyudya       |
| 2004-2005 | Levi Heimans        | Sergi Escobar        | Robert Hayles          |
| 2005-2006 | Jens Mouris         | Alexander Khatuntsev | Alexander Serov        |
| 2006-2007 | Alexander Serov     | Jens Mouris          | Fabien Sanchez         |
| 2007-2008 | Volodymyr Dyudya    | Taylor Phinney       | Sergi Escobar          |
| 2008-2009 | Valery Kaykov       | Vitaliy Shchedov     | Edward Clancy          |
| 2009-2010 | Vitaliy Shchedov    | Valery Kaykov        | Vitaliy Popkov         |
| 2010-2011 | Rohan Dennis        | Geraint Thomas       | Marc Ryan              |
| 2011-2012 | Peter Latham        | Glenn O'Shea         | Mitchell Mulhern       |
| 2012-2013 | Lasse Norman Hansen | Martyn Irvine        | David Muntaner Juaneda |
| 2013-2014 | Jenning Huizenga    | Marco Coledan        | Mauro Agostini         |
| 2016-2017 | Sylvain Chavanel    | Daniel Staniszewski  | Dion Beukeboom         |
| 2017-2018 | Charlie Tanfield    | Ivo Oliveira         | Alexander Evtushenko   |
| 2019-2020 | Filippo Ganna       | John Archibald       | Ashton Lambie          |

#### Perseguição por equipas
| Edição    | Ouro          | Prata         | Bronze                   |
| --------- | ------------- | ------------- | ------------------------ |
| 1999      | França        | Espanha       | Austrália                |
| 2000      | Itália        | Nova Zelândia | França                   |
| 2001      | Alemanha      | Reino Unido   | Ucrânia                  |
| 2002      | Alemanha      | Ucrânia       | Polónia                  |
| 2003      | Alemanha      | Rússia        | Ucrânia                  |
| 2004      | Nova Zelândia | Reino Unido   | França                   |
| 2004-2005 | Reino Unido   | Alemanha      | Rússia                   |
| 2005-2006 | Rússia        | Ucrânia       | Países Baixos            |
| 2006-2007 | Rússia        | Ucrânia       | Reino Unido              |
| 2007-2008 | Reino Unido   | Dinamarca     | Países Baixos            |
| 2008-2009 | Espanha       | Reino Unido   | Dinamarca                |
| 2009-2010 | Reino Unido   | Austrália     | Espanha                  |
| 2010-2011 | Espanha       | Nova Zelândia | Reino Unido              |
| 2011-2012 | Austrália     | Nova Zelândia | RusVelo                  |
| 2012-2013 | Suíça         | Rússia        | Ucrânia                  |
| 2013-2014 | Austrália     | Dinamarca     | Reino Unido              |
| 2014-2015 | Reino Unido   | Austrália     | Dinamarca                |
| 2015-2016 | Austrália     | Alemanha      | Dinamarca                |
| 2016-2017 | França        | Bélgica       | Rússia                   |
| 2017-2018 | Itália        | Dinamarca     | Alemanha                 |
| 2018-2019 | Itália        | Dinamarca     | Huub Wattbike Teste Team |
| 2019-2020 | Itália        | Suíça         | Rússia                   |

#### Carreira por pontos
| Edição    | Ouro               | Prata                | Bronze                |
| --------- | ------------------ | -------------------- | --------------------- |
| 1999      | Ho-Sung Cho        | Zbigniew Wyrzykowski | James Carney          |
| 2000      | Marlon Pérez       | Glen Thompson        | Franz Stocher         |
| 2001      | James Carney       | Robert Sassone       | Franz Stocher         |
| 2002      | Colby Pearce       | Leonardo Duque       | Jukka Heinikainen     |
| 2003      | Mikhail Ignatiev   | Volodymyr Rybin      | Juan Curuchet         |
| 2004      | Joan Llaneras      | Chris Newton         | Colby Pearce          |
| 2004-2005 | Mikhail Ignatiev   | Colby Pearce         | Sergi Escobar         |
| 2005-2006 | Sergey Kolesnikov  | Mikhail Ignatiev     | Sebastian Cancio      |
| 2006-2007 | Mikhail Ignatiev   | Vasil Kiryienka      | Ioánnis Tamourídis    |
| 2007-2008 | Chris Newton       | Cameron Meyer        | Rafał Ratajczyk       |
| 2008-2009 | Chris Newton       | Glenn O'Shea         | Eloy Teruel Rovira    |
| 2009-2010 | Ioánnis Tamourídis | Ho Ting Kwok         | Zachary Bell          |
| 2010-2011 | Artur Ershov       | Alexei Markov        | Claudio Imhof         |
| 2011-2012 | Unai Elorriaga     | Edwin Ávila          | Albert Torres Barcelo |
| 2012-2013 | Andreas Graf       | Wojtek Pszczolarski  | Jonathan Mould        |
| 2013-2014 | Roman Lutsyshyn    | Kirill Sveshnikov    | Martyn Irvine         |
| 2014-2015 | Eloy Teruel        | Kenny De Ketele      | Eduardo Sepúlveda     |
| 2016-2017 | Mark Downey        | Eloy Teruel          | Kenny De Ketele       |
| 2017-2018 | Ivo Oliveira       | Christos Volikakis   | Cheung King Lok       |
| 2018-2019 | Moritz Malcharek   | Mark Stewart         | Christos Volikakis    |
| 2019-2020 | Mark Stewart       | Sebastián Mora       | Andreas Graf          |

#### Scratch
| Edição    | Ouro               | Prata            | Bronze             |
| --------- | ------------------ | ---------------- | ------------------ |
| 2002      | James Carney       | Franco Marvulli  | Ivan Vrba          |
| 2003      | Roland Garber      | Noriyuki Iijima  | Gregory Henderson  |
| 2004      | Franco Marvulli    | Colby Pearce     | Robert Slippens    |
| 2004-2005 | Alex Rasmussen     | Wim Stroetinga   | James Carney       |
| 2005-2006 | Ivan Kovalev       | Rafał Ratajczyk  | Wim Stroetinga     |
| 2006-2007 | Rafał Ratajczyk    | Vasil Kiryienka  | Wim Stroetinga     |
| 2007-2008 | Roger Kluge        | Wim Stroetinga   | Walter Pérez       |
| 2008-2009 | Tim Mertens        | Rafał Ratajczyk  | Kazuhiro Mori      |
| 2009-2010 | Łukasz Bujko       | Zachary Bell     | Ángel Darío Colla  |
| 2010-2011 | Morgan Kneisky     | Gijs Van Hoecke  | Martin Bláha       |
| 2011-2012 | Kirill Sveshnikov  | Gijs Van Hoecke  | Vivien Brisse      |
| 2012-2013 | Tristan Marguet    | Martyn Irvine    | Roy Eefting        |
| 2013-2014 | Andreas Müller     | Owain Doull      | Ivan Kovalev       |
| 2016-2017 | Yauheni Karaliok   | Felix English    | Raman Ramanau      |
| 2017-2018 | Krisztián Lovassy  | Jonathan Mould   | Ivo Oliveira       |
| 2018-2019 | Vitaliy Hryniv     | Stefan Matzner   | Christos Volikakis |
| 2019-2020 | Christos Volikakis | Yauheni Karaliok | Sebastián Mora     |

#### Madison ou americana
| Edição    | Ouro          | Prata         | Bronze         |
| --------- | ------------- | ------------- | -------------- |
| 1999      | Argentina     | Espanha       | Austrália      |
| 2000      | Itália        | Áustria       | Bélgica        |
| 2001      | Suíça         | Espanha       | Estados Unidos |
| 2002      | Alemanha      | Suíça         | Áustria        |
| 2003      | Alemanha      | Argentina     | Países Baixos  |
| 2004      | Suíça         | Argentina     | Áustria        |
| 2004-2005 | Chéquia       | Bélgica       | Ucrânia        |
| 2005-2006 | Rússia        | Alemanha      | Dinamarca      |
| 2006-2007 | Países Baixos | Dinamarca     | Rússia         |
| 2007-2008 | Dinamarca     | Bélgica       | Países Baixos  |
| 2008-2009 | Alemanha      | Espanha       | Bélgica        |
| 2009-2010 | Alemanha      | Nova Zelândia | Bélgica        |
| 2010-2011 | Austrália     | Nova Zelândia | Países Baixos  |
| 2011-2012 | Suíça         | França        | Chéquia        |
| 2012-2013 | França        | Ucrânia       | Suíça          |
| 2013-2014 | Bélgica       | Espanha       | Nova Zelândia  |
| 2014-2015 | Reino Unido   | Nova Zelândia | Alemanha       |
| 2016-2017 | Itália        | Suíça         | França         |
| 2017-2018 | Áustria       | Dinamarca     | França         |
| 2018-2019 | Dinamarca     | Itália        | Reino Unido    |
| 2019-2020 | Itália        | França        | Suíça          |

#### Omnium
| Edição    | Ouro                | Prata               | Bronze             |
| --------- | ------------------- | ------------------- | ------------------ |
| 2010-2011 | Canadá Zachary Bell | Shane Archbold      | Edward Clancy      |
| 2011-2012 | Bryan Coquard       | Juan Esteban Arango | Cho Ho-sung        |
| 2012-2013 | Loïc Perizzolo      | Artur Ershov        | Lucas Liss         |
| 2013-2014 | Jasper De Buyst     | Tim Veldt           | Thomas Boudat      |
| 2014-2015 | Casper Pedersen     | Jasper De Buyst     | Bobby Lea          |
| 2015-2016 | Thomas Boudat       | Lasse Norman Hansen | Viktor Manakov     |
| 2016-2017 | Szymon Sajnok       | Morgan Kneisky      | Christopher Latham |
| 2017-2018 | Niklas Larsen       | Maximilian Beyer    | Roman Gladysh      |
| 2018-2019 | Christos Volikakis  | Benjamin Thomas     | Raman Tsishkou     |
| 2019-2020 | Christos Volikakis  | Roger Kluge         | Ignacio Prado      |

### Feminino

#### 500 metros
| Edição    | Ouro                    | Prata               | Bronze             |
| --------- | ----------------------- | ------------------- | ------------------ |
| 1999      | Tanya Dubnicoff         | Cuihua Jiang        | Félicia Ballanger  |
| 2000      | Nancy Contreras         | Félicia Ballanger   | Lyndelle Higginson |
| 2001      | Natallia Markovnichenko | Nancy Contreras     | Lori-Ann Muenzer   |
| 2002      | Yonghua Jiang           | Natalia Tsylinskaya | Yvonne Hijgenaar   |
| 2003      | Nancy Contreras         | Natalia Tsylinskaya | Lori-Ann Muenzer   |
| 2004      | Yvonne Hijgenaar        | Natalia Tsylinskaya | Cuihua Jiang       |
| 2004-2005 | Elisa Frisoni           | Tamilia Abassova    | Yvonne Hijgenaar   |
| 2005-2006 | Natalia Tsylinskaya     | Yvonne Hijgenaar    | Elisa Frisoni      |
| 2006-2007 | Lisandra Guerra         | Yvonne Hijgenaar    | Simona Krupeckaitė |
| 2007-2008 | Lisandra Guerra         | Simona Krupeckaitė  | Jinjie Gong        |
| 2008-2009 | Jinjie Gong             | Simona Krupeckaitė  | Lisandra Guerra    |
| 2009-2010 | Anna Meares             | Willy Kanis         | Simona Krupeckaitė |
| 2010-2011 | Anna Meares             | Sandie Clair        | Lee Wai Sze        |
| 2011-2012 | Anastasiia Voinova      | Lisandra Guerra     | Olga Panarina      |
| 2012-2013 | Olga Panarina           | Kristina Vogel      | Tania Calvo        |
| 2013-2014 | Miriam Welte            | Anastasiia Voinova  | Lee Wai-sze        |
| 2016-2017 | Pauline Grabosch        | Lee Wai-sze         | Tania Calvo        |
| 2017-2018 | Daria Shmeleva          | Miriam Welte        | Olena Starikova    |
| 2018-2019 | Olena Starikova         | Miriam Welte        | Daria Shmeleva     |

#### Keirin
| Edição    | Ouro                  | Prata                 | Bronze              |
| --------- | --------------------- | --------------------- | ------------------- |
| 2002      | Svetlana Grankovskaya | Li Na                 | Jennie Reed         |
| 2003      | Céline Nivert         | Svetlana Grankovskaya | Daniela Larreal     |
| 2004      | Jennie Reed           | Katrin Meinke         | Oksana Grichina     |
| 2004-2005 | Anna Meares           | Susan Panzer          | Elisa Frisoni       |
| 2005-2006 | Elisa Frisoni         | Clara Sanchez         | Mu Di               |
| 2006-2007 | Guo Shuang            | Victoria Pendleton    | Oksana Grichina     |
| 2007-2008 | Willy Kanis           | Jennie Reed           | Victoria Pendleton  |
| 2008-2009 | Willy Kanis           | Simona Krupeckaitė    | Elisa Frisoni       |
| 2009-2010 | Guo Shuang            | Christin Muche        | Anna Meares         |
| 2010-2011 | Clara Sanchez         | Victoria Pendleton    | Anna Meares         |
| 2011-2012 | Simona Krupeckaitė    | Ekaterina Gnidenko    | Lyubov Shulika      |
| 2012-2013 | Lee Wai-sze           | Rebecca James         | Zhong Tianshi       |
| 2013-2014 | Lee Wai-sze           | Fatehah Mustapa       | Kristina Vogel      |
| 2014-2015 | Guo Shuang            | Lee Wai-sze           | Zhong Tianshi       |
| 2015-2016 | Guo Shuang            | Lee Wai-sze           | Simona Krupeckaitė  |
| 2016-2017 | Lyubov Basova         | Nicky Degrendele      | Liu Lili            |
| 2017-2018 | Kristina Vogel        | Shanne Braspennincx   | Yuka Kobayashi      |
| 2018-2019 | Lee Wai-sze           | Stephanie Morton      | Laurine van Riessen |
| 2019-2020 | Lyubov Basova         | Lee Hye-jin           | Martha Bayona       |

#### Velocidade individual
| Edição    | Ouro                    | Prata                 | Bronze                |
| --------- | ----------------------- | --------------------- | --------------------- |
| 1999      | Félicia Ballanger       | Tanya Dubnicoff       | Wang Yan              |
| 2000      | Lyndelle Higginson      | Félicia Ballanger     | Tanya Lindenmuth      |
| 2001      | Natallia Markovnichenko | Svetlana Grankovskaya | Susan Panzer          |
| 2002      | Svetlana Grankovskaya   | Tammy Thomas          | Natalia Tsylinskaya   |
| 2003      | Daniela Larreal         | Svetlana Grankovskaya | Natalia Tsylinskaya   |
| 2004      | Natalia Tsylinskaya     | Victoria Pendleton    | Svetlana Grankovskaya |
| 2004-2005 | Tamilia Abassova        | Elisa Frisoni         | Yvonne Hijgenaar      |
| 2005-2006 | Natalia Tsylinskaya     | Victoria Pendleton    | Elisa Frisoni         |
| 2006-2007 | Victoria Pendleton      | Anna Meares           | Natalia Tsylinskaya   |
| 2007-2008 | Willy Kanis             | Natallia Tsylinskaya  | Clara Sanchez         |
| 2008-2009 | Lyubov Shulika          | Lulu Zheng            | Simona Krupeckaitė    |
| 2009-2010 | Guo Shuang              | Anna Meares           | Willy Kanis           |
| 2010-2011 | Victoria Pendleton      | Anna Meares           | Kristina Vogel        |
| 2011-2012 | Guo Shuang              | Kristina Vogel        | Anna Meares           |
| 2012-2013 | Lee Wai-sze             | Jessica Varnish       | Rebecca James         |
| 2013-2014 | Lee Wai-sze             | Kristina Vogel        | Anna Meares           |
| 2014-2015 | Elis Ligtlee            | Guo Shuang            | Lee Wai-sze           |
| 2015-2016 | Guo Shuang              | Stephanie Morton      | Lee Wai-sze           |
| 2016-2017 | Olena Starikova         | Tania Calvo           | Kristina Vogel        |
| 2017-2018 | Laurine van Riessen     | Kristina Vogel        | Simona Krupeckaitė    |
| 2018-2019 | Olena Starikova         | Lee Wai-sze           | Stephanie Morton      |
| 2019-2020 | Lee Wai-sze             | Kelsey Mitchell       | Olena Starikova       |

#### Velocidade por equipas
| Edição    | Ouro          | Prata         | Bronze               |
| --------- | ------------- | ------------- | -------------------- |
| 2003      | Rússia        | Austrália     | Ucrânia              |
| 2004      | Austrália     | França        | Alemanha             |
| 2006-2007 | Países Baixos | Austrália     | Rússia               |
| 2007-2008 | Países Baixos | França        | Alemanha             |
| 2008-2009 | Alemanha      | Polónia       | Países Baixos        |
| 2009-2010 | Países Baixos | Austrália     | China                |
| 2010-2011 | China         | Reino Unido   | França               |
| 2011-2012 | China         | Alemanha      | Ucrânia              |
| 2012-2013 | Reino Unido   | Japão         | China                |
| 2013-2014 | Reino Unido   | Alemanha      | Rússia               |
| 2014-2015 | Rússia        | Países Baixos | Espanha              |
| 2015-2016 | China         | Espanha       | Canadá               |
| 2016-2017 | Espanha       | China         | Itália               |
| 2017-2018 | Alemanha      | Rússia        | Holy Brother Cycling |
| 2018-2019 | Alemanha      | Ucrânia       | Polónia              |
| 2019-2020 | Polónia       | China         | Rússia               |

#### Perseguição individual
| Edição    | Ouro                | Prata                | Bronze                           |
| --------- | ------------------- | -------------------- | -------------------------------- |
| 1999      | Rasa Mazeikyte      | Marion Clignet       | Sarah Ulmer Leontien van Moorsel |
| 2000      | Antonella Bellutti  | Marion Clignet       | Sarah Ulmer                      |
| 2001      | Katherine Bates     | Erin Mirabella       | Anouska van der Zee              |
| 2002      | Erin Mirabella      | Rasa Mazeikyte       | María Luisa Calle                |
| 2003      | Sarah Ulmer         | Anouska van der Zee  | Christina Becker                 |
| 2004      | Sarah Ulmer         | Karin Thürig         | Emma Davies                      |
| 2004-2005 | Lyudmyla Vypyraylo  | Marlijn Binnendijk   | Emma Davies                      |
| 2005-2006 | Wendy Houvenaghel   | Sarah Ulmer          | María Luisa Cale                 |
| 2006-2007 | Wendy Houvenaghel   | Rebecca Romero       | Alison Shanks                    |
| 2007-2008 | Vilija Sereikaitė   | Sarah Hammer         | Rebecca Romero                   |
| 2008-2009 | Joanna Rowsell      | Tara Whitten         | Vilija Sereikaitė                |
| 2009-2010 | Wendy Houvenaghel   | Alison Shanks        | Vilija Sereikaitė                |
| 2010-2011 | Alison Shanks       | Wendy Houvenaghel    | Pascale Schnider                 |
| 2011-2012 | Alison Shanks       | Joanna Rowsell       | Wendy Houvenaghel                |
| 2012-2013 | Katarzyna Pawłowska | María Luisa Calle    | Rebecca Wiasak                   |
| 2013-2014 | Rebecca Wiasak      | Caroline Ryan        | Eugenia Bujak                    |
| 2016-2017 | Chloe Dygert        | Ashlee Ankudinoff    | Jaime Nielsen                    |
| 2017-2018 | Justyna Kaczkowska  | Annemiek van Vleuten | Elisa Balsamo                    |

#### Perseguição por equipas
| Edição    | Ouro          | Prata                  | Bronze         |
| --------- | ------------- | ---------------------- | -------------- |
| 2007-2008 | Ucrânia       | Rússia                 | Alemanha       |
| 2008-2009 | Alemanha      | Nova Zelândia          |                |
| 2009-2010 | Austrália     | Nova Zelândia          | Reino Unido    |
| 2010-2011 | Nova Zelândia | Austrália              | Canadá         |
| 2011-2012 | Reino Unido   | Nova Zelândia          | Ucrânia        |
| 2012-2013 | Itália        | Team SWI Welsh Cycling | Bielorrússia   |
| 2013-2014 | Canadá        | Austrália              | Estados Unidos |
| 2014-2015 | Austrália     | China                  | Reino Unido    |
| 2015-2016 | Canadá        | Estados Unidos         | Reino Unido    |
| 2016-2017 | Itália        | França                 | Polónia        |
| 2017-2018 | Itália        | Canadá                 | França         |
| 2018-2019 | Itália        | Reino Unido            | Nova Zelândia  |
| 2019-2020 | Alemanha      | Estados Unidos         | França         |

#### Carreira por pontos
| Edição    | Ouro                      | Prata                     | Bronze              |
| --------- | ------------------------- | ------------------------- | ------------------- |
| 1999      | Antonella Bellutti        | Belem Guerreiro Mendez    | Olga Slyusareva     |
| 2000      | Antonella Bellutti        | Belem Guerreiro Mendez    | Anouska van der Zee |
| 2001      | Belem Guerreiro Mendez    | Katherine Bates           | Erin Mirabella      |
| 2002      | Belem Guerreiro Mendez    | Elena Tchalykh            | Pu Xiong Zheng      |
| 2003      | Vera Carrara              | Marion Clignet            | Lyudmyla Vypyraylo  |
| 2004      | Belem Guerreiro Mendez    | Yoanka González           | Olga Slyusareva     |
| 2004-2005 | Lyudmyla Vypyraylo        | Alexis Rhodes             | Giorgia Bronzini    |
| 2005-2006 | Gema Pascual              | Yan Li                    | Vera Carrara        |
| 2006-2007 | Yoanka González           | Giorgia Bronzini          | Yulia Arustamova    |
| 2007-2008 | Yan Li                    | Jarmila Machačová         | Rebecca Quinn       |
| 2008-2009 | Giorgia Bronzini          | Jarmila Machačová         | Katie Colclough     |
| 2009-2010 | Giorgia Bronzini          | Tatsiana Sharakova        | Yumari González     |
| 2010-2011 | Giorgia Bronzini          | Kelly Druyts              | Aksana Papko        |
| 2011-2012 | Elena Cecchini            | Aksana Papko              | Ah Reum Na          |
| 2012-2013 | Katarzyna Pawłowska       | Jarmila Machačová         | Yudelmis Domínguez  |
| 2013-2014 | Stephanie Pohl            | Jamie Wong                | Anastasia Tchulkova |
| 2014-2015 | Amy Cure                  | Jasmin Glaesser           | Elinor Barker       |
| 2016-2017 | Jarmila Machačová         | Lotte Kopecky             | Amy Cure            |
| 2017-2018 | Anita Stenberg            | Kirsten Wild              | Jarmila Machačová   |
| 2018-2019 | Maria Giulia Confalonieri | Hanna Solovey             | Charlotte Becker    |
| 2019-2020 | Jennifer Valente          | Maria Giulia Confalonieri | Tatsiana Sharakova  |

#### Scratch
| Edição    | Ouro                 | Prata              | Bronze               |
| --------- | -------------------- | ------------------ | -------------------- |
| 2002      | Erin Mirabella       | Mandy Poitras      | Rochelle Gilmore     |
| 2003      | Gema Pascual         | Lyudmyla Vypyraylo | Adrie Visser         |
| 2004      | Olga Slyusareva      | Lyudmyla Vypyraylo | Gema Pascual         |
| 2004-2005 | Katherine Bates      | Annalisa Cucinotta | Yulia Arustamova     |
| 2005-2006 | Yulia Arustamova     | Lyudmyla Vypyraylo | Belinda Goss         |
| 2006-2007 | Yumari González      | Annalisa Cucinotta | Yulia Arustamova     |
| 2007-2008 | Yumari González      | Marianne Vos       | Rebecca Quinn        |
| 2008-2009 | Elizabeth Armitstead | Evgenia Romanyuta  | Annalisa Cucinotta   |
| 2009-2010 | Evgenia Romanyuta    | Giorgia Bronzini   | Vera Koedooder       |
| 2010-2011 | Anastasia Tchulkova  | Jennie Reed        | Amy Cure             |
| 2011-2012 | Kelly Druyts         | Melissa Hoskins    | Jarmila Machačová    |
| 2012-2013 | Isabella King        | Jarmila Machačová  | Elena Cecchini       |
| 2013-2014 | Leire Olaberría      | Laurie Berthon     | Małgorzata Wojtyra   |
| 2014-2015 | Milena Salcedo       | Lauren Stephens    | Katarzyna Pawłowska  |
| 2016-2017 | Evgenia Romanyuta    | Tetyana Klimchenko | Lydia Gurley         |
| 2017-2018 | Rachele Barbieri     | Alžbeta Bačíková   | Maria Averina        |
| 2018-2019 | Martina Fidanza      | Lisa Küllmer       | Alexandra Goncharova |
| 2019-2020 | Anastasia Tchulkova  | Martina Fidanza    | Jennifer Valente     |

#### Madison ou americana
| Edição    | Ouro        | Prata       | Bronze         |
| --------- | ----------- | ----------- | -------------- |
| 2016-2017 | Reino Unido | França      | Austrália      |
| 2017-2018 | Itália      | Reino Unido | Estados Unidos |
| 2018-2019 | Reino Unido | Itália      | Rússia         |
| 2019-2020 | Itália      | Irlanda     | China          |

#### Omnium
| Edição    | Ouro             | Prata             | Bronze             |
| --------- | ---------------- | ----------------- | ------------------ |
| 2010-2011 | Tara Whitten     | Leire Olaberría   | Sarah Hammer       |
| 2011-2012 | Huang Li         | Sarah Hammer      | Evgenia Romanyuta  |
| 2012-2013 | Sarah Hammer     | Laura Trott       | Isabella King      |
| 2013-2014 | Laurie Berthon   | Leire Olaberría   | Laura Trott        |
| 2014-2015 | Kirsten Wild     | Marlies Mejías    | Jolien D'Hoore     |
| 2015-2016 | Kirsten Wild     | Laura Trott       | Tatsiana Sharakova |
| 2016-2017 | Lotte Kopecky    | Emily Kay         | Tatsiana Sharakova |
| 2017-2018 | Jennifer Valente | Yumi Kajihara     | Olivija Baleišytė  |
| 2018-2019 | Kirsten Wild     | Allison Beveridge | Lotte Kopecky      |
| 2019-2020 | Jennifer Valente | Maria Martins     | Anita Stenberg     |